# سرخدار فلوریدا
سرخدار فلوریدا (نام علمی: Taxus floridana) نام یک گونه از سرده سرخدار است.